# Lyaskovets Peak
Lyaskovets Peak är en bergstopp i Antarktis. Den ligger i Sydshetlandsöarna. Argentina, Chile och Storbritannien gör anspråk på området. Toppen på Lyaskovets Peak är 1 450 meter över havet, eller 200 meter över den omgivande terrängen. Bredden vid basen är 0,57 km.
Terrängen runt Lyaskovets Peak är kuperad åt nordost, men åt sydväst är den bergig. Trakten är glest befolkad. Närmaste befolkade plats är St. Kliment Ohridski Base, 11,0 kilometer väster om Lyaskovets Peak. 